# Carpiano
Carpiano (Carpian in dialetto milanese, AFI: [karˈpjãː]) è un comune italiano di 4 147 abitanti della città metropolitana di Milano in Lombardia. È situato nella bassa milanese, all'interno del Parco Agricolo Sud Milano e dell'Ambito Territoriale di Caccia "Borromeo".

## Geografia fisica

### Territorio
Carpiano ha una superficie di 17,22 km², dista da Milano 19 chilometri e si trova al confine meridionale della città metropolitana. Il suo territorio è composto soprattutto da campi fertili e coltivabili irrigati dalle acque del Lambro meridionale, del Lambro Settentrionale, del canale Vettabia e del Lisone, piccolo fiume realizzato dai certosini nel 1300 circa.

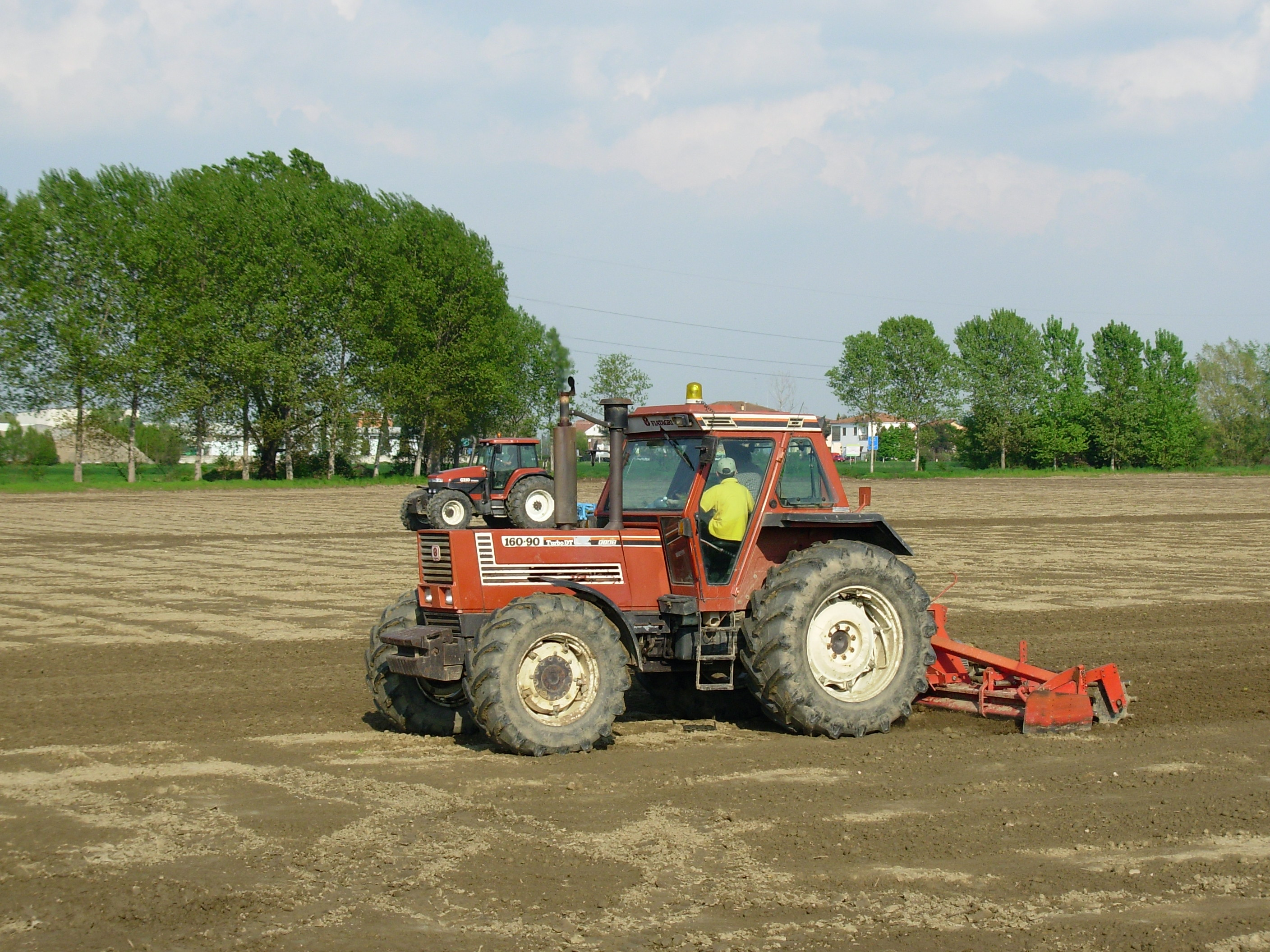
Campagne di Carpiano

Carpiano si trova all'interno del quadrilatero compreso tra quattro grandi abbazie della Bassa Milanese: Chiaravalle, Mirasole, San Bassiano e Viboldone. Tutti questi monasteri contribuirono all'insegnamento della religione cattolica e, su tutto, bonificarono la bassa milanese realizzando una fitta rete di canali irrigui prendendo l'acqua dai vicini fiumi.
In queste zone venne realizzata per la prima volta in Italia la "marcita", esattamente a Carpiano.  Oggi le marcite stanno quasi del tutto scomparendo a causa della sempre più necessità di utilizzare i campi per le colture di riso, grano e mais e dai sempre minori fontanili.
Il territorio del Comune di Carpiano, come di tutti i paesi confinanti, è prevalentemente costituito da campi coltivati.

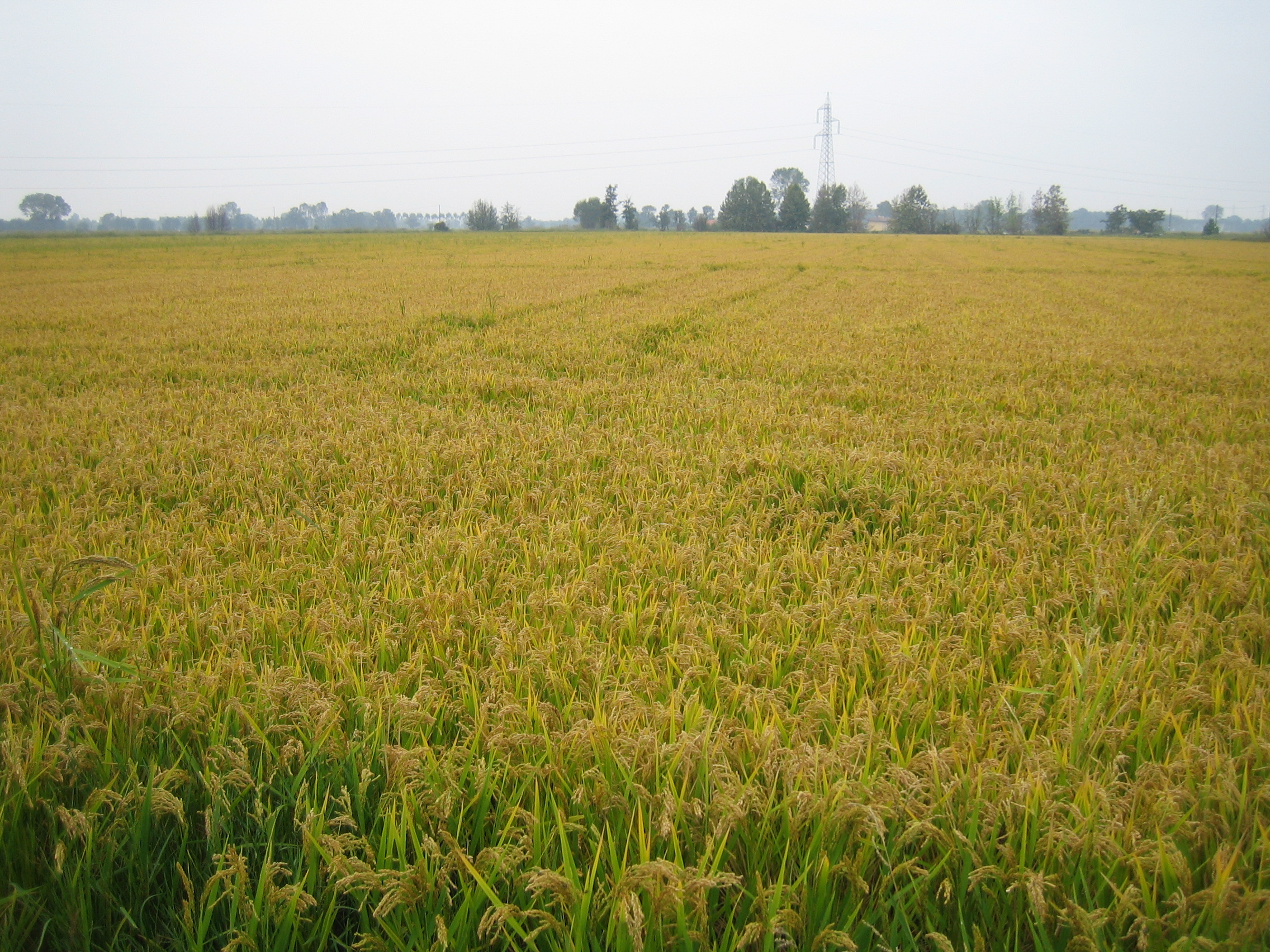
Risaie a Carpiano

Sono presenti zone ricche di vegetazione lungo gli argini dei fiumi, dei canali, e dei corsi d'acqua. Prevalgono le essenze autoctone quali il pioppo bianco, il pioppo nero, il salice, l'olmo, il carpino bianco, qualche gelso, oltre alle querce farnie e agli aceri campestri. Sono presenti anche numerosi cespugli di biancospino, sanguinello, prugnolo ed altri ancora. La fauna caratteristica si compone di svariati animali, tra cui il ghiro, il riccio, la faina, la volpe, il lepre, la donnola, la cinciallegra, l'airone cinerino, il picchio, la rondine comune, la tortora il fagiano, la gallinella d'acqua e molte altre specie anche nelle roggie e nei piccoli corsi d'acqua, come la rana, il gambero di fiume e svariati pesci di piccole dimensioni come le alborelle.

## Storia
Carpiano è già citato nei documenti nell'anno 836. Il suo nome risale all'epoca romana, quando ai piccoli centri abitati in genere veniva attribuito il nome dalle principali specie di piante che popolavano i circostanti boschi: il nome Carpiano deriverebbe così da Carpino pianta molto diffusa nelle vicine boscaglie.
Il paese di Carpiano e di Arcagnago e Zunico (questi ultimi fino al 1862) facevano parte del distretto V della Provincia di Milano o di Marignano. Tale distretto aveva una superficie di 138 000 pertiche e circa 1 600 abitanti (nel 1855).
Nell'XI secolo Carpiano era soggetta a un certo cavalier Hunger, abitante di Milano
Nel XIV-XV secolo venne realizzata la chiesa di San Martino Vescovo; era sotto la giurisprudenza della pieve di San Giuliano e vi rimase fino al 1442, quando il Cardinale Gerardo Landriani (rappresentante del Papa Eugenio IV nel Ducato di Milano) con una bolla fece erigere a prepositura la chiesa di San Giovanni in Melegnano.
Nel 1300 Carpiano era uno dei feudi della famiglia Pusterla di Milano, giustiziata interamente dai Visconti in seguito ad una sentenza emessa per una fallita congiura. I possedimenti, tra cui il castello di Carpiano, andarono, nel 1395, a Gian Galeazzo Visconti, Duca di Milano, Conte di Pavia.
I possedimenti di Carpiano furono assegnati dal duca di Milano nel 1396 ai Padri della Certosa di Pavia, insieme ad aziende funzionanti attorno ad un nucleo abitativo consistente. Con l'arrivo dei Certosini, il paese di Carpiano muta il suo volto, divenendo una grangia, ovvero un podere di proprietà della Certosa di Pavia che ospitava sul territorio di Carpiano una casa monastica. La Grangia Castello, così era chiamata, era anche il centro di tutta l'attività rurale del paese, essendo adibita a cascina con la stessa tipologia a corte ricorrente nell'architettura rurale della zona. I Certosini bonificarono queste terre rendendole fertili grazie a nuove tecniche irrigue e al miglioramento del sistema d'irrigazione. Introdussero la tecnica delle marcite.
Nel 1518 venne fondata la parrocchia di S.Martino che appartenne ai reverendi padri della Certosa di Pavia. 
La chiesa di San Martino, la grangia e i terreni annessi, rimasero sotto l'autorità della Certosa di Pavia fino al 1784, anno in cui l'Imperatore Giuseppe II d'Austria soppresse gli ordini monastici. I vasti territori dei conventi ed il castello andarono al barone Giovanni Alessandro Brambilla, parte di questi, in seguito, all'Ospedale Maggiore e successivamente affittati a diversi esponenti della bassa milanese.
Nel 1575 circa e nel 1630 Carpiano venne colpita dalla peste come tutta la zona, e subì saccheggi, distruzioni ed omicidi al passaggio dei Lanzichenecchi.
Nel 1746 iniziò la dominazione austriaca, che vi istituì una nuova amministrazione dividendo la zona in diverse pievi civili. Questo per la stesura di una guida agli effetti fiscali detto "Catasto".
Nel 1836 Carpiano non sfuggì all'epidemia di colera che colpì quasi tutta la Lombardia (è di questi anni la presunta costruzione del Lazzaretto di Carpiano). Nel 1849 ritornò ancora il colera, nel 1859 iniziò la guerra, nel 1865 ritornò ancora il colera e nel 1872 il vaiolo. In pochi decenni ci furono migliaia di decessi.
Nel 1859 Carpiano entrò nella storia grazie alla II Guerra d'Indipendenza, tra Austriaci e le truppe Franco-Piemontesi, quando le truppe francesi si accamparono sul suo territorio.
L'economia della zona è sempre stata legata all'agricoltura; per questo al governo del paese si succedettero per lo più esponenti del mondo imprenditoriale agricolo. Il maggior esponente fu l'Ing. Cav. Carlo Stabilini rimasto al governo cittadino, come podestà, dal 1874 fino al 1933, anno in cui morì. In questi anni in memoria del suo vice presidente Sen. Avv. Angelo Valvassori Peroni, la Cassa di Risparmio delle Provincie Lombarde, fece erigere l'Asilo Infantile nel 1932, affidato all'ordine delle Suore di SS. Maria Consolatrice fino agli anni ottanta.
Durante la II Guerra Mondiale il paese fu occupato dai tedeschi che utilizzarono come base e come prigione il palazzo comunale, fatto erigere negli anni trenta. Nel 1935 viene installata la linea telefonica. Il primo sindaco del dopoguerra fu Giovanni Curti, è di questo periodo l'asfaltatura delle strade del paese.
Il successore fu Mario Bruschi che rimase sindaco fino al 1980. Nel 1955 viene portata la corrente elettrica nelle cascine. E di questi anni la realizzazione del campo sportivo comunale e la nascita della società calcistica A.S. Carpianese. Negli anni'80 viene sistemato e ampliato il Parco delle Rimembranze (oggi eliminato) a ricordo delle vittime carpianesi dei due conflitti mondiali e il nuovo asilo comunale, oggi centro civico.
Nel 1995 venne realizzata la palestra accanto al campo sportivo formando un grande centro sportivo raggruppante campo da calcio con relative attrezzature (campo allenamento, spogliatoi, tribuna e magazzini), palestra con relativi spogliatoi, campi di tennis, campo da calcio a cinque, campo da basket e il rettilineo da 100m della pista di atletica.

### Simboli
Lo stemma è stato concesso con regio decreto del 6 maggio 1940 e modificato con DPR del 19 giugno 1998.
Vi è rappresentato il castello un tempo appartenuto alla famiglia De Castellatiis, in seguito ai Certosini, e in cui si tramanda fosse stato ucciso un membro dell'antica famiglia dei Bascapè.
Il gonfalone è un drappo troncato di rosso e d'azzurro.

## Monumenti e luoghi d'interesse

### Chiesa di San Martino vescovo

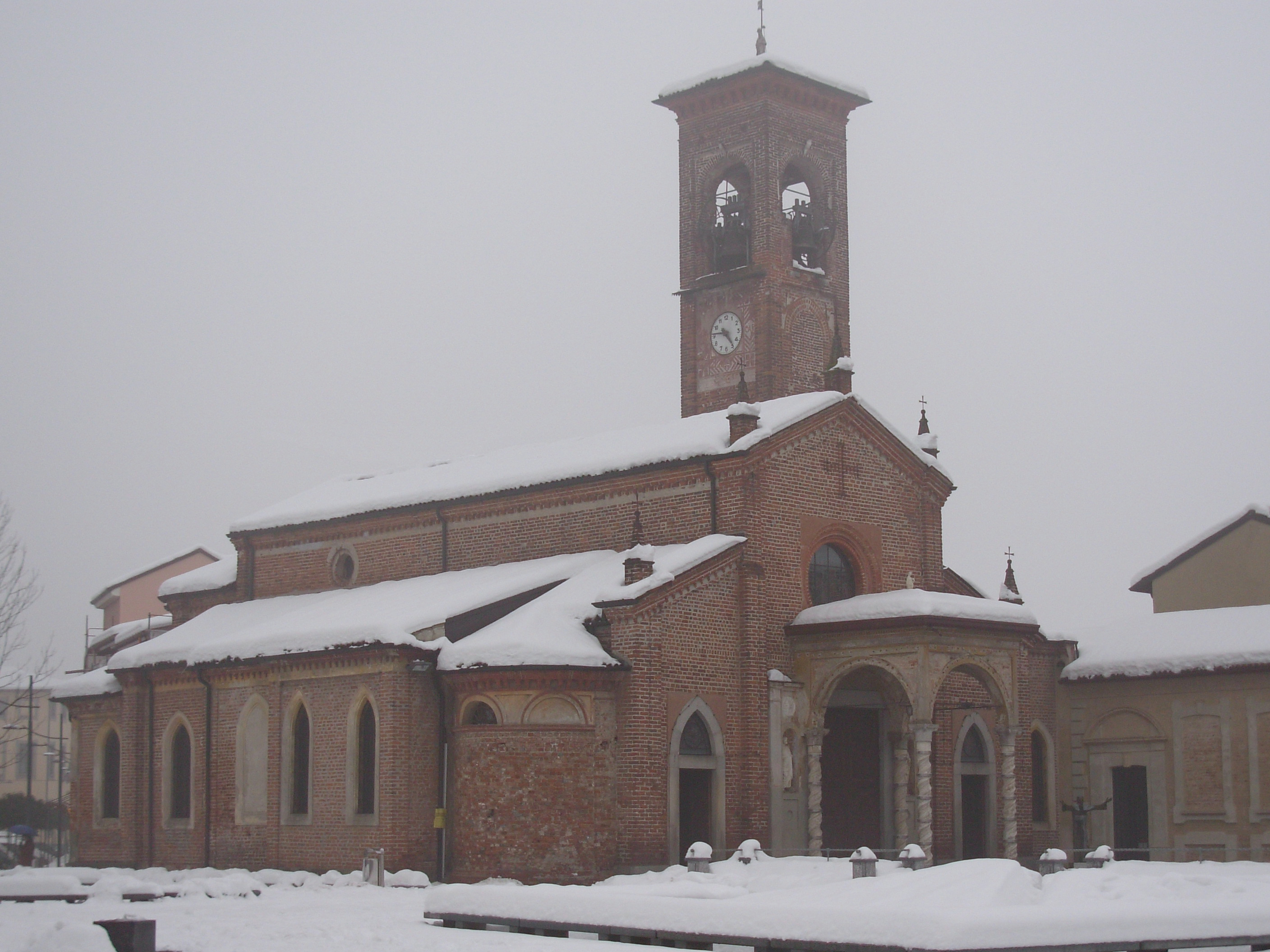
Chiesa San Martino Vescovo d'inverno

La chiesa dedicata a san Martino vescovo risale al XIV secolo, il secolo successivo venne quasi del tutto ricostruita come la possiamo oggi vedere. Chiesa, di origine quattrocentesca, a sala suddivisa in tre navate con la navata centrale più alta delle lateriali segnando anche la facciata esterna in cotto a salienti sormontata da cinque pinnacoli in mattoni decorati con una croce in ferro. L'esterno fu decorato con opere marmoree provenienti dalla Certosa di Pavia e successivamente con il protiro a pianta quadrata con colonne tortili in marmo di Candoglia (lo stesso del Duomo di Milano e della Certosa di Pavia) che sostengono una copertura a falde con intradosso a semisfera sormontata dalla statuetta della Vergine, che ancora oggi fronteggia la chiesa, che doveva sormontare l'altare campionese posto all'interno della chiesa. L'interno è molto spoglio con pochi dipinti, alcuni del tutto scomparsi o molto deteriorati.

### Castello di Carpiano

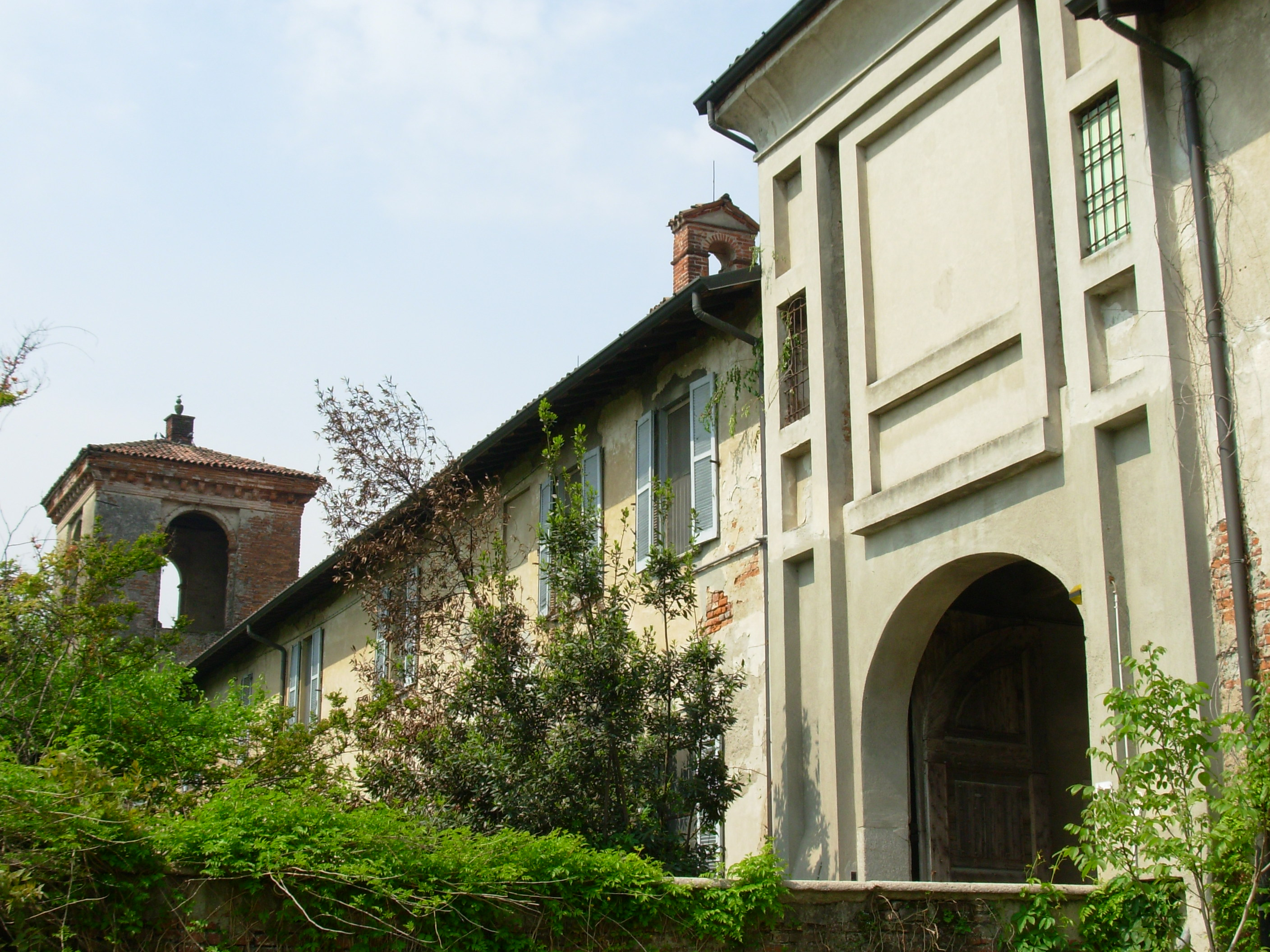
Castello di Carpiano

La storia del Castello di Carpiano iniziò nel lontano 1549, quando i suoi abitanti, i Padri Certosini, riedificarono la struttura nella forma originaria che era posseduta dalla famiglia Pusterla (il nome deriva dalle pusterle, le porte d'entrata di Milano) di Milano e successivamente a Gian Galeazzo Visconti, che lo donò assieme ai terreni di Carpiano ai Padri Certosini della Certosa di Pavia. Con il loro avvento da castello fortificato divenne una grangia castello dalla forma rettangolare con quattro torri angolari (oggi sono visibili soltanto tre). Con la sottomissione del Ducato di Milano da parte dell'Impero Austriaco, gli ordini religiosi vennero sciolti e il castello venne donato dall'imperatore Giuseppe II d'Asburgo-Lorena al barone Giovanni Alessandro Brambilla, generale e chirurgo pavese alla corte dell'imperatrice Maria Teresa d'Austria che lo diede in affitto per alcuni decenni alla famiglia dei nobili Forni di Milano, discendenti di Don Francesco Ambrogio Forni, che aveva proprietà anche ad Ispra, Baggio e Loirano. Successivamente la proprietà fu ceduta dai baroni Brambilla al conte Giacomo Mellerio. Alla sua morte i suoi beni, compreso il castello e i suoi territori, vennero lasciati all'Onorevole Congregazione del legato Pio Mellerio, divenuta poi Onorevole Congregazione di Carità, negli ultimi anni E.C.A. e oggi II.PP.A.B.

### Altri monumenti
A completare la figura del paese troviamo una Colonna in sarizzo, come era in uso in tutte le grangie dei Padri Certosini, in cui sono incise la scritta GRA CAR e sormontata da un capitello che sostiene il mistico monte dei Certosini che sostiene una croce. Oggi, dopo i lavori degli ultimi anni, la croce è stata sistemata e contiene ai vertici reliquie dei Santi protettori del paese come Santa Maria Maddalena e San Martino affiancati da San Riccardo Pampuri, San Bruno e San Carlo.

## Società

### Evoluzione demografica
- 300 nel 1751
- 831 nel 1805
- 978 dopo annessione di Arcagnago nel 1809
- 1 505 dopo annessione di Zunico e Videserto nel 1811
- 1 163 nel 1853

Abitanti censiti

### Etnie e minoranze straniere
Secondo i dati ISTAT al 31 dicembre 2010 la popolazione straniera residente era di 247 persone. Le nazionalità maggiormente rappresentate in base alla loro percentuale sul totale della popolazione residente erano:
Romania 54 1,38%

## Cultura

### Televisione
Carpiano è stato appare nella serie televisiva I misteri di Cascina Vianello con Sandra Mondaini e Raimondo Vianello (1996-1997), sono visibili uno scorcio del paese, il piccolo cimitero, il castello e i territori circostanti dove si sono svolte la maggior parte delle riprese, insieme ai comuni di Melegnano e Bascapè.

## Geografia antropica
Secondo l'ISTAT, il territorio comunale comprende il centro abitato di Carpiano, la frazione di Gnignano e le località di Arcagnago, Cascina Calnago, Cascina Longora, Cascina Nuova, Zunico, Località Draghetto, Villaggio Francolino e Villaggio Ortigherio.
L'habitat umano si è sviluppato in modo che i paesi di una certa importanza come Melegnano sono distanti fra loro circa 5-6 chilometri, intervallati da frazioni o agglomerati minori. Una fitta rete di cascine copre il territorio grazie alla vocazione interamente agricola e alla breve distanza da Milano.

### Cascine
Non si può parlare della storia di Carpiano senza parlare delle sue cascine. Sono antichi complessi architettonici che nei secoli hanno testimoniato la vocazione agricola di questo territorio, la fertile piana irrigua che tanto ha contribuito a fare della nostra provincia una delle più ricche della nazione e dell'intero continente. Sono luoghi con affascinanti storie da raccontare, dal lavoro delle mondine ai tesori artistici scampati alle razzie dell'ultimo conflitto, come successe nella cascina di Zunico, dalla passione per i cavalli dei Moyersoen, dalla grande generosità delle mucche da latte, tra le più produttive della Pianura Padana. 

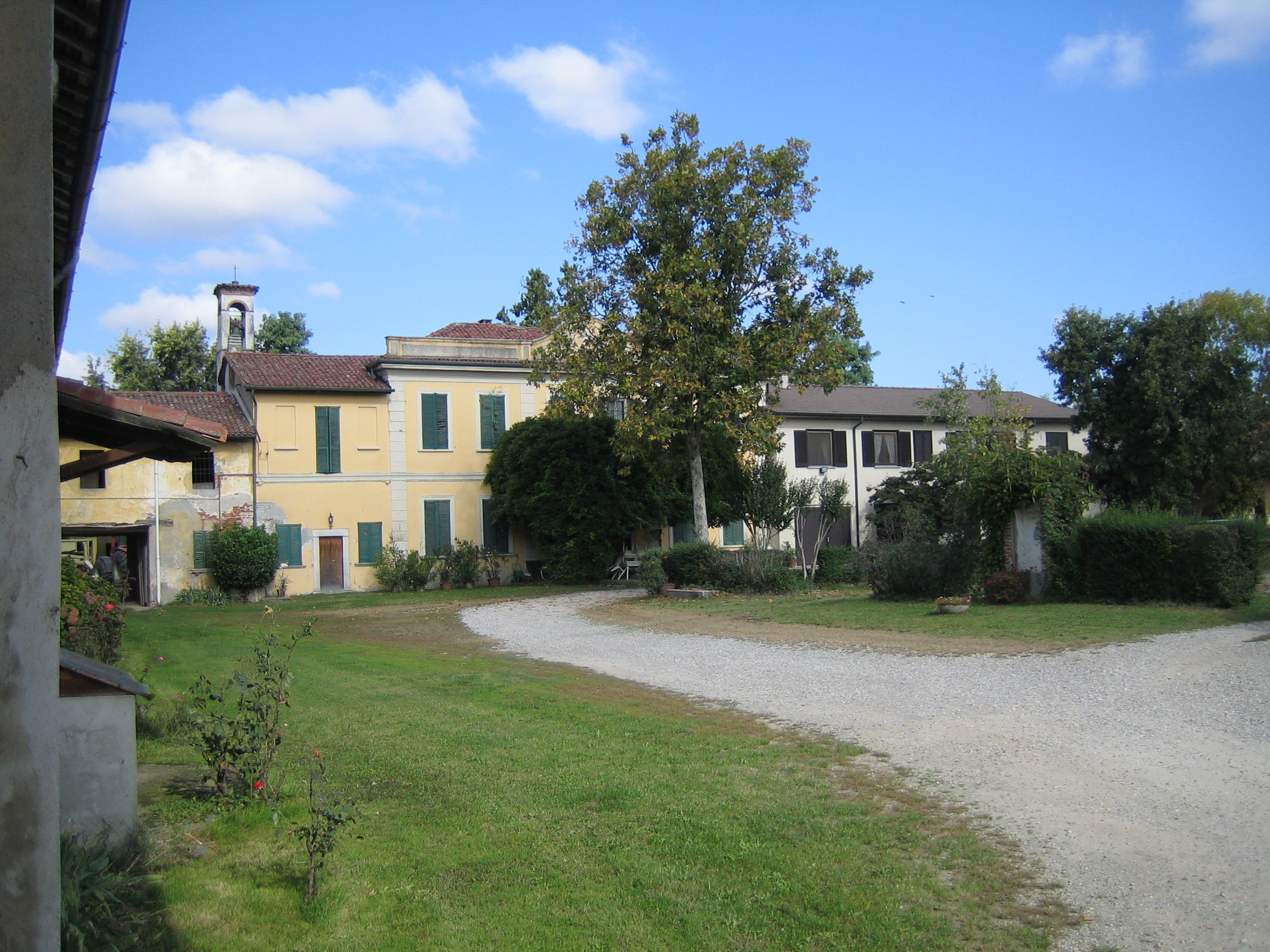
Cascina Poiago

Tra le antiche cascine sparse sul territorio ci sono cascine di grandi dimensioni che furono comuni indipendenti come Arcagnago e Zunico, o cascine che nascondono patrimoni artistici come la Chiesetta Sant'Ambrogio a Zunico risalente al 1570.
Le cascine di Carpiano sono, oltre alle già citate Arcagnago, Zunico, Castello, anche Belvedere, Bruciata, Calnago, Faino, Liberia, Longora', Ca'Matta, Muraglia, Cascina Nuova, Ortigherio e Poiago, ancora tutte funzionanti, a cui si aggiungevano in passato anche le cascine di Francolino, Maiano (inglobata poi con Francolino), Molino Beolchina, Torchio e Cozzolano oggi scomparse, ma ancora visibili alcuni ruderi o edifici.
Tutte le cascine di Carpiano, come le cascine della zona, hanno una disposizione a corte in cui gli edifici si trovano lungo il perimetro del podere attorno alla corte centrale o aia. Nelle cascine a corte si trovano la casa del fattore (situata al centro in modo tale da controllare facilmente l'entrata e si trova vicino alle stalle e ai magazzini), le abitazioni dei salariati (tutte uniformi, prive di comodità ma con orti e pollai privati, suddivisi in Salariati fissi e avventizi), le stalle e le scuderie (poste sui lati del cortile principale), i pollai e i porcili (situati nel cortile dei salariati e ai lati del cortile), le aie (situate o nel centro del cortile principale o comprese in una nuova corte laterale), gli accessi carrai (disposti uno all'entrata e uno all'uscita verso i campi).
Negli ultimi vent'anni la cascina ha subito profonde modifiche dovute al processo di motorizzazione che ha portato uno sviluppo della meccanizzazione, dell'ampliamento delle stalle e ai miglioramenti alle case. Col passare degli anni la manodopera dei salariati ha abbandonato la campagna trasformando la cascina da un nucleo residenziale e produttivo ad un nucleo esclusivamente produttivo. Le abitazioni dei salariati vennero così abbandonate o adibite a magazzini o ad essiccatoio. La stalla rimane nella vecchia sede o se ricostruita ampliandola è decentrata fuori dalla corte.

## Economia
Ancora oggi l'economia del paese è legata all'attività agricola, tantissime cascine svolgono ancora la loro funzione. Le principali specie coltivate sono riso (coltivazione principale), mais, grano, soia, a foraggio e alcune a girasoli e erba medica.
I principali allevamenti sono di bovini (soprattutto la razza frisona), suini e alcuni di equini, a cui si aggiungono gli animali da cortile come la gallina, le anatre, le oche, i conigli e i pavoni.

## Amministrazione
Amministrazioni precedenti
| Periodo | Periodo   | Primo cittadino       | Partito                                          | Carica  | Note |
| ------- | --------- | --------------------- | ------------------------------------------------ | ------- | ---- |
| 1985    | 1995      | Marino Bianchi        | PCI/PDS                                          | Sindaco |      |
| 1995    | 1999      | Danilo Lorini         | PDS-Popolari                                     | Sindaco | .    |
| 1999    | 2004      | Maria Rosa Abbatinali | lista civica                                     | Sindaco |      |
| 2004    | 2014      | Francesco Ronchi      | lista civica                                     | Sindaco |      |
| 2014    | 2024      | Paolo Branca          | lista civica di centrosinistra "Carpiano per te" | Sindaco |      |
| 2024    | In carica | Loris Carmagnani      | lista civica "ViviCarpiano"                      | Sindaco |      |